# ISTP
ISTP (ang. Introverted Sensing Thinking Perceiving – Introwertyk Percepcjonista Myśliciel Obserwator) – jeden z typów osobowości według wskaźnika MBTI oraz innych jungowskich testów osobowości. Osoby o tym typie łączą introwersyjne myślenie z ekstrawersyjną percepcją. Przede wszystkim są skoncentrowane na wnętrzu, gdzie zajmują się sprawami racjonalnie i logicznie. Ich drugorzędny styl życia jest skierowany na zewnątrz, gdzie rozpatrują sprawy używając pięciu zmysłów; w dosłowny, konkretny sposób.

## Charakterystyka
ISTP lubią rozumieć, w jaki sposób wszystko działa. Są dobrzy w logicznych analizach i chętnie wykorzystują je w praktycznych sprawach. Lubią rozkładać rzeczy na części i sprawdzać, jak działają. 
ISTP mają duszę poszukiwacza przygód. Interesują ich motocykle, samoloty, skoki spadochronowe, surfing itp. Są całkowicie niezależni i potrzebują możliwości samodzielnego podejmowania decyzji. Nie podążają za zasadami; chcą robić wszystko „po swojemu”. Lubią być w ruchu, są spontaniczni, optymistyczni, szybko się przystosowują i szybko się nudzą. Zwykle mają dobre techniczne umiejętności i dobrą koordynację. Posiadają również naturalną zdolność koncentracji, która sprawia, że mogą być dobrymi sportowcami, tancerzami, czy muzykami. Zwykle nie mają problemów w szkole, ponieważ są introwertykami umiejącymi myśleć logicznie.
ISTP uważają, że ludzie powinni być traktowani sprawiedliwie. Są lojalni i wierni swoim przyjaciołom i nigdy nie robią niczego wbrew swoim zasadom.
Osoby o typie ISTP lubią i muszą czasami spędzać czas samotnie, ponieważ wtedy mogą „uporządkować” w swojej głowie wszystkie informacje, które zebrały ze świata zewnętrznego. 
ISTP unikają osądzania na podstawie własnego systemu wartości, ponieważ uważają, że należy osądzać i podejmować decyzje na podstawie faktów. Nie zwracają uwagi na swoje uczucia i czasami ignorują je. Pod wpływem stresu mogą wybuchnąć złością lub czuć się przeładowani emocjami i uczuciami.